# 30 př. n. l.

## Události
- Octavianus Augustus dobývá Egypt

## Narození
- Marcus Aemilius Lepidus, římský senátor a konzul († 33)

## Úmrtí
- 1. srpna
  - Marcus Antonius, římský politik a vojevůdce (* 83 př. n. l.)
  - Marcus Antonius Antyllus, syn Marca Antonia (* 47 př. n. l.)
- 12. srpna – Kleopatra, egyptská královna z rodu Ptolemaiovců (* 69 př. n. l.)
- 23. srpna – Ptolemaios XV. Kaisarion, syn Julia Caesara a Kleopatry (* 47 př. n. l.)
- ? – Čchu Šao-sun, čínský učenec a historik dynastie Chan (* 105 př. n. l.)

## Hlavy států
- Parthská říše – Fraatés IV. (38 – 2 př. n. l.)
- Egypt – Ptolemaios XV. Kaisarion Filopatór Filométor (44 – 30 př. n. l.)
- Čína – Čcheng-ti (dynastie Západní Chan)